# Montgomery Botanical Center

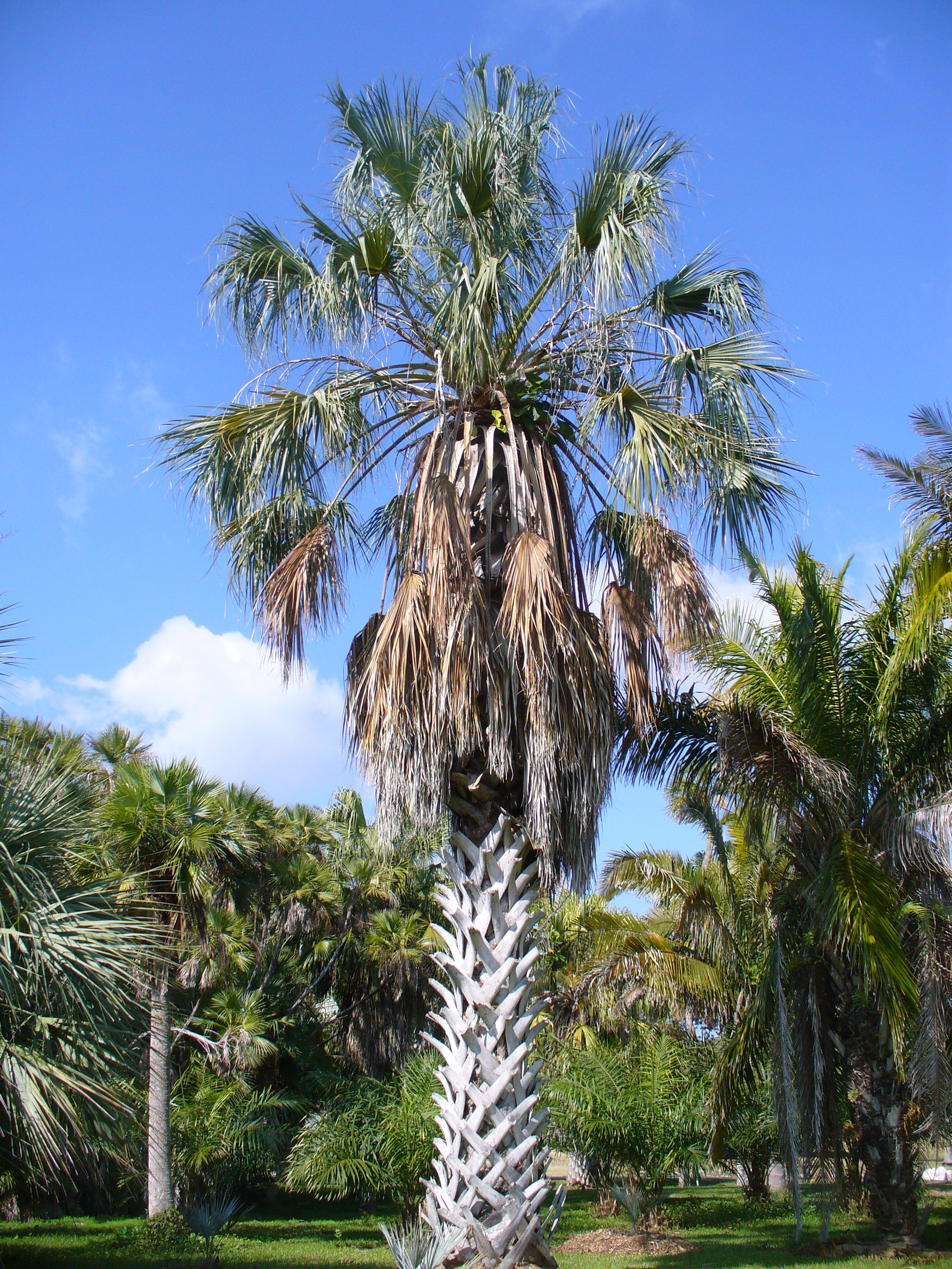
Detalle de la riqueza botánica del Montgomery Botanical Center

El Montgomery Botanical Center (MBC) o en español: Centro Botánico Montgomery es una institución privada de investigación y conservación de la Flora tropical con jardín botánico visitable de 120 acres (unas 49 ha) de extensión.

## Localización
En una finca en Coral Gables en el estado de Florida en los EE. UU..

## Historia
El centro botánico de Montgomery es la herencia viva de Robert y Nell Montgomery, también fundadores de Fairchild Tropical Botanical Garden, la otra gran institución de Flora tropical de Florida.
Creado en 1959 por Nell Montgomery como la fundación de Montgomery, Inc. en recuerdo de su marido, más tarde se renombró como el Centro Botánico Montgomery (MBC) siendo una institución independiente, no lucrativa dedicada al estudio y progreso de la ciencia botánica tropical.

## Colecciones
En este espacio se albergan las colecciones privadas más grandes y más completas de palmas (unas 300 especies) y de cycas del mundo.